# Amir Abrashi
Amir Abrashi (ur. 27 marca 1990 w Bischofszell) – piłkarz albański grający na pozycji defensywnego pomocnika. Od 2021 jest zawodnikiem klubu Grasshopper Club Zurych.

## Kariera klubowa
Swoją karierę piłkarską Abrashi rozpoczął w klubie FC Bischofzell. Trenował także w juniorach FC Weinfelden-Bürglen i FC Winterthur. W 2007 roku awansował do kadry pierwszej drużyny tego drugiego i w sezonie 2007/2008 zadebiutował w jego barwach w rozgrywkach drugiej ligi szwajcarskiej. W sezonie 2008/2009 stał się podstawowym zawodnikiem Winterthuru. W Winterthurze grał do końca sezonu 2009/2010.
W lipcu 2010 roku Abrashi podpisał kontrakt z Grasshoppers Zurych. W nim zadebiutował 17 lipca 2010 w zremisowanym 1:1 domowym meczu z Neuchâtel Xamax. W sezonie 2012/2013 zdobył Puchar Szwajcarii i został wicemistrzem tego kraju. W sezonie 2013/2014 ponownie wywalczył wicemistrzostwo Szwajcarii.
Latem 2015 Abrashi przeszedł do SC Freiburg, w którym zadebiutował 27 lipca 2015 w wygranym 6:3 domowym meczu z 1. FC Nürnberg. W sezonie 2015/2016 klub z Fryburga Bryzgowijskiego wygrał rozgrywki 2. Bundesligi. W 1. Bundeslidze Abrashi zadebiutował 28 sierpnia 2016 w przegranym 1:2 meczu z Herthą Berlin. 19 grudnia 2016 przedłużył z SC Freiburg kontrakt do 2020 roku.
| Sezon   | Klub                | Kraj       | Rozgrywki             | Mecze | Bramki |
| ------- | ------------------- | ---------- | --------------------- | ----- | ------ |
| 2007/08 | FC Winterthur       | Szwajcaria | Challenge League      | 3     | 0      |
| 2008/09 | FC Winterthur       | Szwajcaria | Challenge League      | 24    | 1      |
| 2009/10 | FC Winterthur       | Szwajcaria | Challenge League      | 28    | 3      |
| 2010/11 | Grasshoppers Zurych | Szwajcaria | Super League          | 27    | 1      |
| 2011/12 | Grasshoppers Zurych | Szwajcaria | Super League          | 15    | 0      |
| 2012/13 | Grasshoppers Zurych | Szwajcaria | Super League          | 27    | 3      |
| 2013/14 | Grasshoppers Zurych | Szwajcaria | Super League          | 32    | 0      |
| 2014/15 | Grasshoppers Zurych | Szwajcaria | Super League          | 26    | 2      |
| 2015/16 | SC Freiburg         | Niemcy     | 2. Fußball-Bundesliga | 33    | 3      |
| 2016/17 | SC Freiburg         | Niemcy     | 1. Bundesliga         | 20    | 1      |
| 2017/18 | SC Freiburg         | Niemcy     | 1. Bundesliga         | 12    | 0      |
| 2018/19 | SC Freiburg         | Niemcy     | 1. Bundesliga         | 9     | 0      |

Stan na 14 maja 2018

## Kariera reprezentacyjna
Abrashi grał w młodzieżowych reprezentacjach Szwajcarii (wystąpił m.in. na Mistrzostwach Europy U-21 2011, na których Szwajcaria została wicemistrzem Europy i Igrzyskach Olimpijskich w Londynie), jednak zdecydował się reprezentować Albanię. W reprezentacji Albanii zadebiutował 14 sierpnia 2013 w wygranym 2:0 towarzyskim meczu z Armenią, rozegranym w Tiranie. Z reprezentacją Albanii osiągnął największy sukces w historii awansując na Mistrzostwa Europy w Piłce Nożnej 2016. Na turnieju we Francji Abrashi zagrał w trzech meczach, a Albańczycy odpadli w fazie grupowej.